# Hupea
Hupea is een geslacht van zee-egels uit de familie Laganidae.